# 新京特別市

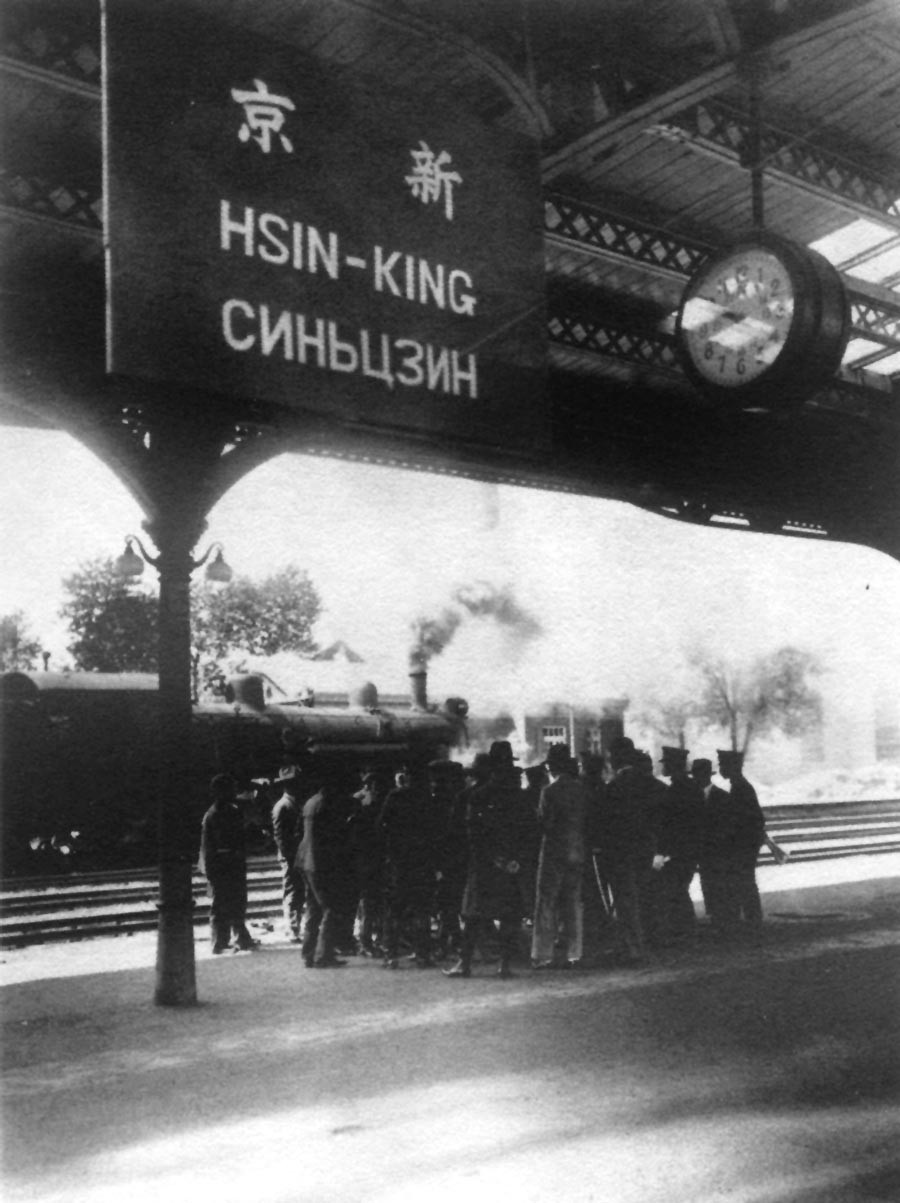
1934年時的新京車站，以汉字（兼表示日语）、郵政式拼音（兼表示英语）和使用西里尔字母的俄文

新京特別市，通稱新京，是满洲国的首都，轄區相當於今中华人民共和国吉林省省会长春市。新京坐落在满洲国中部，城市中心坐标为北纬43°55′，东经125°18′，市内主要河流为松花江支流伊通河，随着行政区域的扩大，新京市域面积在1942年达到444.19km²。
新京的市区发端于满铁长春附属地。1931年9月18日，大日本帝国发动九一八事变，翌日控制长春县。1932年1月1日，长春县改为长春市。1932年3月9日，满洲国正式成立。召开的满洲国执政典礼，大清末代皇帝溥仪在长春就职任满洲国执政，年号大同。翌日3月10日，满洲国国务院宣布定都长春，设立长春特别市，3月14日改名为新京，成立新京特别市，隶属满洲国国务院，是满洲国当时唯一的特别市，与省同级。在太平洋战争结束前，日本投资开展对新京的大规模的建设，完成两次国都建设计划。在1931年12月末统计时人口合计13万多人，在满洲国覆灭前的1944年人口达到86万多人。1945年4月5日苏联单方面宣布不再延长中立条约并秘密备战，两国之间的战争在同年的8月8日爆发，8月17日，日本关东军投降、满洲国瓦解。8月20日苏军占领新京，并实行军事管制；12月20日，新京復名長春。

## 新京名称由来
新京名称之由来，有「新京都」、「新京城」、「复京」、「盛京」、「興京」之说。根据当时满洲国国务院的布告，长春这座将成为一个新国家首都的城市要有一个与之相对应的名称，即“新京”。

## 日本在长春的早期经略

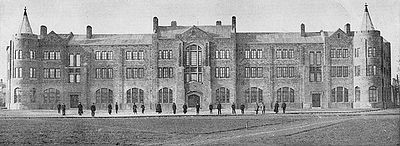
长春满铁事务所

日俄战争以日本的胜利而告终，1905年日本与帝俄缔结《朴次茅斯和约》。日本攫得东清铁路（中东铁路）旅顺至宽城子（长春的旧称）段之路权，改名为南满铁路。日本要求中国政府相应承认，南满铁路沿线原俄方根据《中俄合办东省铁路公司合同》获取“保护铁路必须之地”的权利，由俄国转移至日本，并将其改名为“满铁附属地”。日本根据这一条款，以每坪（3.3平方米）10钱（0.1日元）的价格，在长春县的头道沟地区购买了1,528,085坪土地，命名为“满铁长春附属地”，并展开市政建设。
满铁长春附属地以长春站前广场为中心，建设放射性道路网络，配之以大型公共建筑，并修建电力、照明、给排水、电话、煤气、医院、学校、公园等城市设施，修建了大和旅馆、满铁事务所、宪兵队、警务署、邮便局等建筑。1916年，日本还从俄国手中买下了二道沟地区552公顷的俄国铁路附属地，将其与满铁附属地合并。至1920年代末，附属地人口已达26,000人。
相应地，自1907至1931年，共计700万日元被平均分配到每年长春城市规划和建设。

## 满洲国时期的国都建设

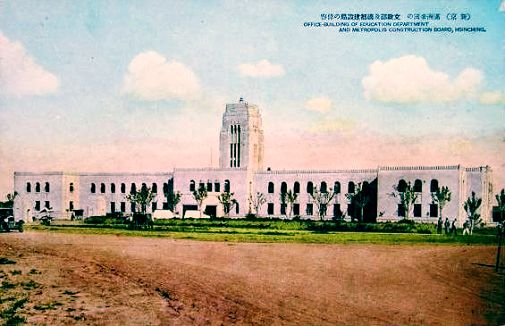
国都建设局

### 选址
当时长春市人口13万，在满洲地区城市中属于中等，选定满洲国国都时之所以选择长春而非人口已超50万的奉天（今沈阳市）、哈尔滨、以及历史更悠久的吉林，主要原因，奉天市和哈尔滨市长期以来既是东北的政府所在地，也是俄国的势力范围，另外地理上奉天和哈尔滨一个偏北，一个偏南，吉林则远离满铁和中东铁路，交通不便；另外长春的地价相对便宜，利于实施城市规划，在长春进行新国都建设，向国内外宣传『满洲国』新国家也会收到更好效果。
1932年2月，在长春作为首都正式对外公布前，时任关东军参谋的板垣征四郎，秘密派遣关东军特务部赤濑川安彦和是安正利到长春调查原有街区主要建筑设施，为新政府设置临时办公场所做准备。二人考察完毕后，转赴吉林市，与吉林省政府交涉，吉林省政府发布行政令，以长春为中心，长宽均40华里的区域内禁止土地买卖，杜绝了土地投机活动的发生。

### 规划
1932年3月，满铁经济调查会开始编制新京城市规划。随后成立满洲国国务院直属的国都建设局，承担新京“制订到实施规划的全部任务”。4月，成立国务院直属单位国都建设局，开始進行调查研究工作。

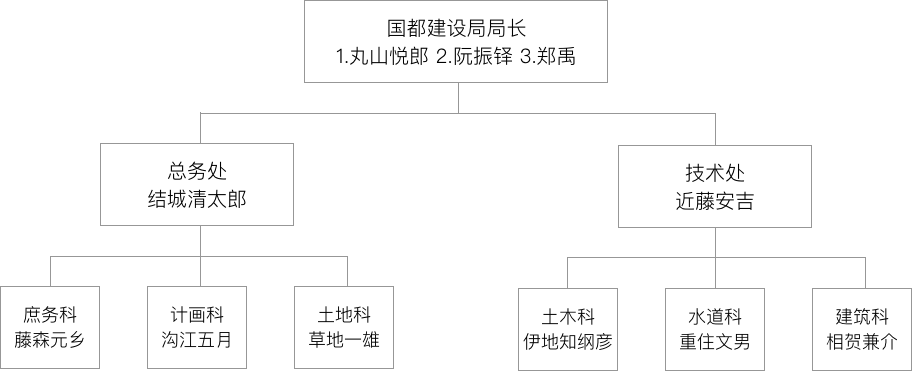
1932年4月成立的新京国都建设局组织架构

1932年8月，关东军、奉天特务机关、满洲国国务院三方举行联席会议，对满铁调查会和国都建设局的两个方案进行比较。
11月，国都建设局再次制订城市建设规划范围，确定新京的建设规划区为200平方公里，除近郊农村的100平方公里以外，以100平方公里为建设区域，其中原有建成区域为21平方公里，第一期5年建设区域为20平方公里，规划人口为50万。该规划报请关东军司令部，由关东军参谋长小矶国昭和副参谋长冈村宁次最后定案，成为《大新京都市计划》。
《大新京都市计划》由日本城市规划专家设计，参考19世纪巴黎改造规划、霍华德的“田园城市”理论，以及20世纪20年代美国的城市规划设计理论。在规划中，道路系统采用直角交叉与方格状结合，设置环岛广场，加宽道路设计，绿化带结合公园形成绿化系统。由于大力实施绿化，到1934年整个城区几乎全部掩映在绿海之中，因而获得“城市山林”和“森林之都”的美称。1942年时，新京人均占有绿地2,272平方米，超过华盛顿1倍，是日本大城市人均绿地面积的5倍，为世界大城市之冠。

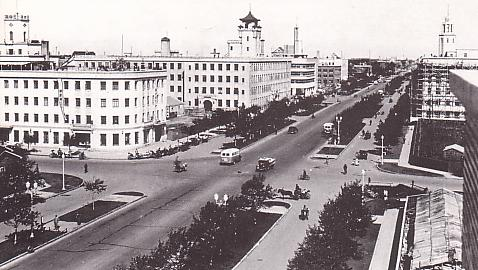
新京大同大街

根据《大新京都市计划》，行政中心安排在顺天大街（今新民大街）一带。在此建设满洲国新帝宫、国务院及政府各部。城市中心位于大同广场（今人民广场），周围建有满洲中央银行、满洲电信电话株式会社、国都建设局、首都警察厅。文教区设于南岭及协和广场，建设亚洲最大的动植物园和综合体育中心。社交中心规划在盛京大路与和平大路（今南湖广场一带）。日本人娱乐区设于开运街，建有高级饭店、酒吧、赌场、高级妓院、高尔夫球场、赛马场等。中国人娱乐区在“新天地”（今桃源路）。铁路在市区内采用地下通行，交通中心为新京驿（今长春站）和南新京驿（原址现为西解放立交桥），南新京驿规划为大型的国际中心车站。
新京的干道网采用放射状、环状与方格状结合的多心形式，重要路口都设置广场，如直径300米的大同广场、直径244米的安民广场（今新民广场）。道路按不同功能分为主干道（宽26－60米）、次干道（宽10－18米）和辅道（宽4－5米）。干道由绿化带分割为汽车道、公共汽车道、马车及自行车道，两旁为人行道。路旁建筑不得超过23米，办公楼和大型商业建筑要从道路界限后退10至15米。规划建设120公里的环城地铁和有轨电车道路，以及环城高速公路。主要街道的照明和电讯线路采用地下管线。

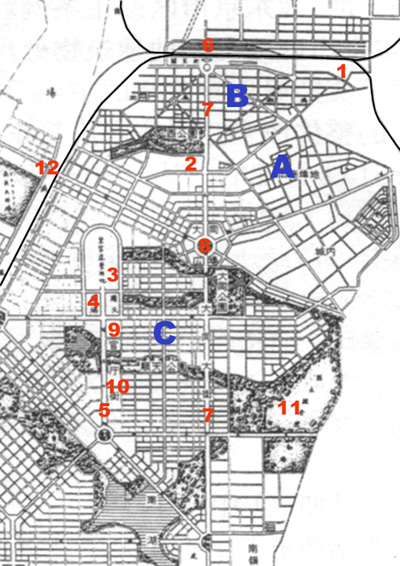
新京市地图（图例见描述页）

新京的给排水规划采用分流系统，国都建设局对城区水源进行调查后设计拦截台河为城区供水的方案，日供水能力为4万立方米。排水系统方面，强制推行厕所水洗化，因而使新京成为亚洲第一个全面普及抽水马桶的城市。此外利用伊通河的若干支流改造为人工湖，实行雨污分流制排水。同时利用人工湖修建临水公园带。
新帝宫建设用地位于紧邻建成区的杏花村，新宫廷规划面积为51.2公顷，包括大广场、正门、本殿、正殿、宫内府、尚书府及花园。城郊铁路西侧大房身地区另有200公顷的“帝宫保留地”。
按照《大新京都市计划》，新京的公共建筑用地（包括帝宫、机关、道路、公园、运动场）为47平方公里，居住、商业、工业用地为53平方公里。1940年时，新京人口已经突破预定的50万，国都建设局在1941年对原规划进行修改，将市区面积扩大到160平方公里，取消帝宫保留地，在环城绿化带以外建设卫星城，规划人均用地200平方米。
由于战争的影响，《大新京都市计划》并未完全实现，至1944年时，已建成的市区面积为80平方公里，绿化面积为70.7平方公里，道路370公里，公交线路26条，人口121.7万。如果加上驻新京的几十万军队和数十万流动人口，新京市内总人口已逾300万，超过东京市（市区人口），加上不若日本本土被美軍轟炸，号称亚洲第一大都市。由于新京的城市功能定位是行政中心及军事指挥中心，因此工业只有食品加工、印刷、卷烟、造纸、胶合板等服务性企业。而军事用地超过原定的9%的比例，在市区周围修建大量关东军营垒、机场、靶场和细菌部队。

## 行政區劃
- 1936年：设吉野、兴安、敷岛、宽城、大经、长春、和顺、顺天、东光、东站、承德、惠仁12个市街区；合隆、大屯、南河东、北河东、双德、净月6个农村区。
- 1940年：设敷岛、宽城、长春、和顺、顺天、东光、承德、惠仁8个市街区；合隆、大屯、南河东、北河东、双德、净月6个农村区。
- 1942年：设敷岛、宽城、长春、和顺、顺天、东光、西阳、安民、大同、东荣10个市街区；合隆、大屯、南河东、北河东、双德、净月6个农村区。
- 1943年：设敷岛、宽城、长春、和顺、顺天、东光、西阳、安民、大同、东荣10个市街区；合隆、大屯、南河东、北河东、双德、净月、劝农、青阳8个农村区。

| 区名     | 面積（km²） | 人口（名） |
| -------- | ----------- | ---------- |
| 大同区   | 3.570       | 107,128    |
| 長春区   | 3.960       | 139,726    |
| 敷島区   | 4.960       | 67,603     |
| 宽城区   | 11.900      | 25,221     |
| 東光区   | 15.920      | 27,720     |
| 順天区   | 8.640       | 59,962     |
| 安民区   | 21.700      | 8,079      |
| 西陽区   | 18.260      | 4,715      |
| 和順区   | 10.320      | 83,757     |
| 東荣区   | 8.520       | 41,805     |
| 浄月区   | 124.010     | 15,938     |
| 双徳区   | 50.120      | 12,785     |
| 大屯区   | 34.230      | 16,251     |
| 合隆区   | 39.310      | 36,990     |
| 南河東区 | 50.760      | 9,381      |
| 北河東区 | 38.310      | 8,803      |
| 合計     | 444.190     | 655,324    |

## 高等教育

### 建国大学

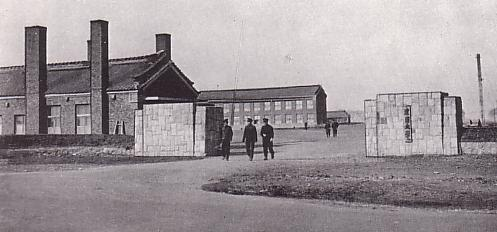
建国大学

- 1937年8月：新京設立，为滿洲國的最高学府，修業年限前期、後期各３年。
- 1938年5月：開学。
- 1943年6月：第1期生毕業。
- 1944年12月：第2期生毕業。
- 1945年8月：停办。
- 1946年10月：中華民国接收，与其他高校合并为国立長春大学。

### 大同学院

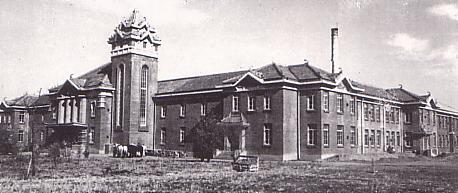
大同学院

- 1931年11月：自治指導部于奉天市設立，并設立自治訓練所。
- 1932年3月：改稱滿洲國資政局訓練所。
- 1932年7月：改設大同学院。
- 1932年10月：第1期生毕業。
- 1945年8月：解散。第19期生毕业。
- 1946年10月：中華民国接收，与其他高校合并为国立長春大学。

### 新京法政大学
- 1934年1月：滿洲国司法部附設的法学校于新京市設立。
- 1939年1月：升格为新京法政大学。
- 1945年8月：閉学。
- 1946年10月：中華民国接收，与其他高校合并为国立長春大学。

### 新京医科大学
- 1928年：設立吉林省立医学校
- 1937年3月：改由滿洲国文教部管理，并改名为国立新京医学校。
- 1938年：升格为新京医科大学
- 1942年：接收奉天藥劑師養成所
- 1945年：奉天藥劑師養成所升格为新京医科大学藥学部
- 1946年10月：中華民国接收，与其他高校合并为国立長春大学。

### 其他院校
新京工業大学、新京畜產兽医大学、師道大学、女子師道大学、王道書院、陸軍軍官學校、中央警察學校

### 部分院校的結局
1945年8月，苏联宣布对日作战后，新京的各大專即自行解散。1946年10月中華民国國民政府接收了在长春的“满洲建国大学”、“新京大同学院”、“新京医科大学”、“新京工业大学”、“新京法政大学”、“新京畜产兽医大学”等原满洲国高等學校，合并组建国立长春大学，归教育部管辖。由于东北战局的恶化，国立长春大学于1948年策划迁校北平而未果，学校最终解体，其各学院被其它院校瓜分。

## 外部連結
- 1919年的長春